# Yokohama Landmark Tower
Yokohama Landmark Tower — найвищий будинок Японії, розташований в Йокогамі. Висота 70-поверхового будинку становить 296 метрів. Будівництво було завершено в 1993 році. Проект будинку було розроблено американським архітектором Hugh Asher Stubbins Jr.
З першого по 48 поверхи в будинку займають крамниці та офіси, з 49-70 займає готель Йокогама Роял Парк і він є найвищим готелем країни. На 69 поверсі розташована обсерваторія. 